# Rieder (Sassonia-Anhalt)
Rieder è una frazione della città tedesca di Ballenstedt, situata nel land della Sassonia-Anhalt.

## Storia
Fino al 30 novembre 2011 Rieder era un comune autonomo.